# Исаков, Эдуард Владимирович
Эдуард Владимирович Исаков (род. 4 октября 1973) — российский спортсмен и политик, мастер спорта международного класса по пауэрлифтингу, сенатор Совета Федерации от исполнительного органа государственной власти Ханты-Мансийского автономного округа — Югры (2015—2024), член Комитета Совета Федерации по экономической политике. Заместитель Губернатора Ханты-Мансийского автономного округа — Югры (с 2024).
Из-за поддержки российско-украинской войны — под санкциями 27 стран Евросоюза, Великобритании, США, Канады, Швейцарии, Австралии, Украины, Новой Зеландии.

## Биография

### Образование
- В 2004 году окончил Уральский государственный профессионально-педагогический университет, г. Екатеринбург. Факультет: Социальная работа. Специализация — социально-правовая защита населения.
- 2009—2012 гг. — Российская академия народного хозяйства и государственной службы при Президенте РФ, г. Москва. Факультет: факультет: «Государственная и муниципальная социальная политика». Специальность — менеджер. Диплом с отличием.
- 2014 год: ФГАОУ ВПО «Российский государственный профессионально-педагогический университет», г. Екатеринбург. Профессиональная переподготовка «Физическая культура и спорт».
- 2014 год: ФГБОУ ДПО «Государственная академия промышленного менеджмента имени Н. П. Пастухова». Профессиональная переподготовка по программе «Управление закупочной деятельностью», г. Ярославль.
- 2015 год — обучение в рамках Президентской программы подготовки управленческих кадров для организаций народного хозяйства Российской Федерации «Управление инновационными проектами». Российская академия народного хозяйства и государственной службы при Президенте РФ (г. Москва). Диплом с отличием.

### Спортивная карьера
1998 год. Чемпионат России по пауэрлифтингу — второе место в категории до 110 кг с результатом 245 кг.
1999 год. Чемпионат России — третье место в категории 110 кг с результатом 250 кг. Чемпионат Европы — шестое место с результатом 242,5 кг.
2000 год. Чемпионат России — первое место в категории до 125 кг с результатом 267,5 кг
Чемпионат Европы (Финляндия) — первое место и новый рекорд Европы в категории до 125 кг с результатом 272,5 кг.
Чемпионат мира (Чехия) — второе место с результатом 275 кг.
2001 год. Чемпионат России — первое место в категории до 125 кг с результатом 282,5 кг.
Чемпионат Европы (Латвия) — первое место в категории до 125 кг с результатом 272,5 кг.
Чемпионат мира (Новая Зеландия) — первое место и новый мировой рекорд с результатом 277,5 кг.
2002 год. Чемпионат России — первое место и новый рекорд в категории до 125 кг с результатом 300 кг.
Чемпионат Европы (Прага) — первое место с результатом 292,5 кг.
Чемпионат мира (Люксембург) — первое место с результатом 282,5 кг.

### Трудовая деятельность
В 1991 — 1993 годах проходил воинскую службу в Президентском полку 1 роты специального караула.
1997 год старший тренер-преподаватель по спорту инвалидов в МУ ДОД ДЮСШ «Смена», г. Югорск. Воспитал мастера спорта России международного класса по пауэрлифтингу Ольгу Сергиенко — участницу четырёх Паралимпийских игр, чемпионку мира по пауэрлифтингу, серебряную призерку чемпионата мира по легкой атлетике. С 2004 года член партии «Единая Россия». С 2017 года член Всероссийской общественной организации «Русское географическое общество».
В 2006 — 2007 годах начальник отдела паралимпийских видов спорта государственного учреждения Ханты-Мансийского автономного округа — Югры «Центр спортивной подготовки».
В 2007 — 2015 годах директор бюджетного учреждения Ханты-Мансийского автономного округа — Югры «Центр адаптивного спорта».
С 2011 года президент следж-хоккейного клуба «Югра».
В 2011 — 2015 годах Депутат Думы Ханты-Мансийского автономного округа — Югры, член комитета региональной Думы по законодательству, вопросам государственной власти и местному самоуправлению.
С 2012 года президент Ханты-Мансийской региональной общественной организации «Олимпийский совет Югры».
С 2015 года региональный координатор от ХМАО-Югры в международной организации северных регионов «Северный форум».
С 2015 по 2024 год сенатор Совета Федерации от исполнительного органа государственной власти Ханты-Мансийского автономного округа — Югры по решению губернатора Комаровой Н.В..
С 2024 года заместитель Губернатора Ханты-Мансийского автономного округа — Югры.
В ВПП «Единая Россия» занимал следующие должности:
- 2015—2018 годы — член Президиума политического совета Ханты-Мансийского регионального отделения ВПП «Единая Россия».
- 2017—2018 годы — заместитель руководителя Уральского межрегионального координационного совета партии «Единая Россия» — курировал вопросы спорта, молодёжной политики, патриотического воспитания и волонтерской деятельности.

Награжден Орденами «За заслуги перед Отечеством» I и II степени

## Международные санкции
Из-за поддержки российской агрессии и нарушения территориальной целостности Украины во время российско-украинской войны находится под персональными международными санкциями разных стран.
9 марта 2022 года, на фоне вторжения России на Украину, внесён в санкционный список всех стран Европейского союза так как он голосовал за ратификацию договоров о дружбе с самопровозглашёнными ЛНР и ДНР.
Указом президента Украины Владимира Зеленского от 7 сентября 2022 находится под санкциями Украины за «поддержку незаконным попыткам России аннексировать суверенную украинскую территорию путем проведения фиктивных референдумов».
30 сентября 2022 года внесён санкционный список Соединенных Штатов Америки «за аннексию Путиным регионов Украины» и одобрения закона о фейках. Государственный департамент отмечает что сенаторы  «проголосовали за одобрение просьбы Путина о вводе войск в Украину, что послужило неоправданным предлогом для полномасштабного вторжения России в Украину».
24 марта 2022 года внесён в санкционный список Канады «соратников режима» за «содействие в нарушения суверенитета и территориальной целостности Украины»
По аналогичным основаниям, с 15 марта 2022 года находится под санкциями Великобритании. С 16 марта 2022 года находится под санкциями Швейцарии. С 21 апреля 2022 года находится под санкциями Австралии. С 3 мая 2022 года находится под санкциями Новой Зеландии.

## Общественная позиция
Активно выступает в поддержку вторжения России на Украину.
В ноябре 2022 года в сети появилось видео на котором сенатор Эдуард Исаков в московском госпитале с раненными военнослужащими, сказал солдату которому ампутировали ноги «У тебя колени есть, ты вообще можешь бегать». Сам политик, объяснил что хотел приободрить военнослужащего

## Семья
Супруга — Исакова Елена Александровна (в браке с 2005 г).
Дочь от первого брака — Диана, преподавательница йоги, вокала и медитации. Постоянно жила в доме отца в Сочи. 18 августа 2022 года публично выступила против вторжения России на Украину и уехала за границу. После её выступления Исаков назвал её предателем и сообщил, что не воспитывает её с трёх лет, разгласив при этом информацию о её медицинских проблемах. Позже Исаков прокомментировал сообщения об этом конфликте.